# MUD SHAKES
『MUD SHAKES』（マッドシェイクス）は、ザ・クロマニヨンズの14thアルバムである。2020年12月2日リリース。

## 概要
ザ・クロマニヨンズ、14 枚目のオリジナルアルバム。
19thシングル「暴動チャイル（BO CHILE）」を含む全12曲収録。
販売は通常盤、完全生産限定アナログ盤の2形態で同時発売された。
音源は全編モノラルでの収録となっている。

## 収録曲
| 全編曲: ザ・クロマニヨンズ。 |                                  |            |       |
| #                            | タイトル                         | 作詞・作曲 | 時間  |
| 1.                           | 「VIVA! 自由!!」                 | 真島昌利   | 3:46  |
| 2.                           | 「暴動チャイル（BO CHILE）」     | 甲本ヒロト | 3:20  |
| 3.                           | 「浅葱色」                       | 甲本ヒロト | 3:27  |
| 4.                           | 「新オオカミロック」             | 甲本ヒロト | 2:45  |
| 5.                           | 「カーセイダーZ」                | 真島昌利   | 2:19  |
| 6.                           | 「ドンパンロック」               | 甲本ヒロト | 3:40  |
| 7.                           | 「妖怪山エレキ」                 | 真島昌利   | 3:18  |
| 8.                           | 「メタリックサマー」             | 真島昌利   | 2:30  |
| 9.                           | 「空き家」                       | 甲本ヒロト | 2:38  |
| 10.                          | 「新人」                         | 甲本ヒロト | 4:08  |
| 11.                          | 「ふみきりうどん」               | 真島昌利   | 3:20  |
| 12.                          | 「かまわないでくださいブルース」 | 真島昌利   | 3:28  |
| 合計時間:                    | 合計時間:                        | 合計時間:  | 38:39 |

## 参加アーティスト
ザ・クロマニヨンズ
- 甲本ヒロト（ボーカル）
- 真島昌利（ギター）
- 小林勝（ベース）
- 桐田勝治（ドラムス）